# 宮城梓
宮城 梓（みやぎ あずさ、1981年7月8日 - ）は、歌手。元ティンクティンクメンバー。沖縄県浦添市出身。

## 来歴
- 1981年7月8日 - 3人兄妹（兄1人・姉1人）の末子として誕生。父親は金城実（彫刻家）従弟。
- 1999年 - 照屋林賢プロデュースのティンクティンクのメンバーとなる。
- 2011年
  - 3月 - ティンクティンクを卒業。
  - 4月 - ソロ活動を始める。
  - 8月 - 『第46回琉球古典芸能コンクール』の三線野村流・優秀部門で合格。
  - 8月29日 - 『鶴瓶の家族に乾杯』に父親と共に出演し民謡の「安里屋ユンタ」を歌唱。
- 2020年6月15日 - 『鶴瓶の家族に乾杯』にリモートで再出演し「涙そうそう」を歌唱。
- 2021年11月 - 「浦添市てだこ大使」に選出、2023年10月末までの2年間大使を務める[1]。

## 出演

### テレビ番組
- 鶴瓶の家族に乾杯（NHK総合テレビジョン）
  - 「高橋みゆき沖縄県読谷村」
    - （前編）2011年8月29日放送
    - （後編）2011年9月5日放送

  - 「2020特別編　日本の村スペシャル」』2020年6月15日放送
- みんなの広場だ!わんパーク（NHK教育テレビジョン）ゲスト
- 夢りんりん丸（NHK教育テレビジョン）ゲスト

### テレビCM
- 日本郵便（沖縄）　ゆうパック
- スズキ自販沖縄
- NTT ドコモ沖縄

## 親族
- 従伯父：金城実 - 彫刻家